# Вулиця Полковника Болбочана (Львів)
Вулиця Полко́вника Болбоча́на — вулиця у Залізничному районі міста Львова, у місцевості Білогорща. Сполучає вулиці Ганцова та Вулиця П'ясецького. Прилучається вулиця Конюшинна.

## Історія та забудова
Вулиця отримала свою першу офіційну назву — Розрядна у 1958 році. Сучасна назва походить з 1993 року, на пошану полковника армії УНР Петра Болбочана.
Вулиця забудована одно- та двоповерховими садибами 1930-х—2000-х років.